# Kolektivismus
Kolektivismus (z lat. collectivus, sebraný, shromážděný) je označení pro postoje, postupy a ideologie, které vidí jednotlivého člověka především jako součást nějakého celku a jeho zájmy tedy zásadně podřizují zájmům tohoto celku. Ten může mít rozsah rodiny až velkých sociálních skupin typu národu nebo etnika.
Od kolektivismu ideologického je ovšem třeba odlišit metodologický kolektivismus společenských věd, který vychází z předpokladu, že lidské jednání a preference jsou natolik podmíněny společností, že je lze studovat jako hromadné jevy a na tomto základě dokonce i předvídat.

## Antropologické pozadí
Z antropologického pohledu se člověk vždycky rodí do nějakého společenství, rodiny, skupiny, kmene, národa a nemůže dospět jinak, než v rámci společnosti, z níž přebírá svůj jazyk a kulturu. Nicméně právě dospívání znamená také uvolňování ze samozřejmých vazeb příbuznosti a závislosti a přebírání individuální svobody a odpovědnosti, a to v té míře, jak to celkové životní poměry dovolují. V podmínkách životní nouze a ohrožení je na svoji skupinu a na její podporu odkázán daleko více než v podmínkách (relativního) bezpečí a blahobytu.
Zejména evolucionistické teorie společnosti a kultury předpokládají, že podobný vývoj ke větší autonomii a společenské svobodě probíhal i v celé minulosti lidstva. Lidé se tak postupně – přes všechny regresy – emancipují od nepodmíněných vazeb a závislostí na dané tradici, společnosti nebo autoritách a navazují pak jednotlivě pevné, ale osobní vztahy spolupráce, přátelství a lásky podle vlastní volby. Goethe pro to vytvořil pojem „spříznění volbou“, Wahlverwandschaft.[zdroj?]

## Podmínky vzniku kolektivismu
Moderní kolektivismy vznikly v podmínkách rozpadu tradičních společností, kdy se masy lidí stěhovaly do měst za obživou a prací. Tak tito lidé jednak ztratili své přirozené vztahy (rodinné, příbuzenské, sousedské) i známé prostředí, jednak se cítili bezmocní vůči společenským silám, které je v novém prostředí ohrožovaly. Bezprávní dělníci vůči svým zaměstnavatelům, chudí vůči bohatým, příslušníci národních či náboženských menšin vůči většinové společnosti, ale i osvobození otroci a nevolníci v cizím, neznámém nebo dokonce nepřátelském prostředí.
Kolektivistické ideologie vycházejí vstříc těmto potřebám a nabízejí vykořeněným jedincům, aby se masově semkli a postavili na odpor. Z hlediska sociální psychologie je tedy kolektivismus jakýsi regres, odmítnutí modernity a pokus o návrat zpět do situace společenských jistot a bezpečí. Protože nabízí východisko ze zoufalé situace, může kolektivistická ideologie mobilizovat miliony lidí a přimět je k tomu, aby se vzdali vlastního uvažování, přijali autoritativní vůdce a své vlastní zájmy zcela podřídili „kolektivu“. Podobně je tomu i u fundamentalistických náboženských sekt, které nabízejí svým přívržencům jednak pocit kolektivní „síly“, jednak (domnělý) smysl života – ovšem pod podmínkou, že se ve všem podřídí a všechno obětují nějakému celku.

## Kolektivní vina
Významným projevem skrytého, latentního kolektivismu je představa kolektivní viny. V běžné řeči se nelze vyhnout kolektivním označením lidských skupin (Němci, Rusové, Američané, Romové, černoši, katolíci a pod.), která snadno vedou k představě „kolektivních osob“, které mají nějakou povahu, nějak jednají a nesou pak také kolektivně odpovědnost a vinu. Jak ukázal Karl Jaspers, nesou sice příslušníci organizovaných skupin (např. států) skutečně jistou odpovědnost za kolektivní rozhodování a jednání svých skupin, není to však v žádném případě přímá vina ve smyslu mravním a právním, za niž by mohl například následovat kolektivní trest. U skupin bez jakékoli organizace, jako jsou národy nebo etnické skupiny, je ovšem představa kolektivní odpovědnosti zcela nesmyslná.

## Kolektivismus a lidská práva
Obranou proti kolektivistickým přehmatům je důsledné prosazování a vymáhání lidských a občanských práv. Na základě zkušenosti se vznikem fašismu a nacismu je evropské země v poválečné době rozšířily i o práva sociální, jež mají bránit pocitu bezmoci obyčejných lidí vůči společenským silám moci a bohatství. Nakolik ovšem mohou být tato práva sama zneužita a nakolik omezují prosperitu společnosti, je stále předmětem politických diskusí v USA i v Evropě.

## Výroky o kolektivismu
„Nelze dost často opakovat – nebo se aspoň dost často neopakuje – že v kolektivismu není nic demokratického, nýbrž že naopak dává tyranské menšině takovou moc, o jaké se ani španělským inkvizitorům nesnilo.“
George Orwell, recenze na Cestu do otroctví, 1944
"Historická zkušenost socialistických zemí smutně ukázala, že kolektivismus neodstraňuje odcizení, ale naopak je prohlubuje, protože k němu přidává nedostatek základních potřeb a hospodářské výkonnosti."
Jan Pavel II., Centesimus annus, 1991